# Jean-Pierre Dorléac
Pour les articles homonymes, voir Dorléac.
Jean-Pierre Dorléac est un costumier français, né le 12 avril 1943 à Toulon.
Il a principalement travaillé aux États-Unis pour des films et des séries télévisées, de 1977 à 2004.
Il a en outre fait paraître une comédie en 2004, et un livre de souvenirs en 2015.

## Biographie

### Origines
Jean-Pierre Dorléac naît à Toulon (France) le 12 avril 1943.

### Carrière de costumier

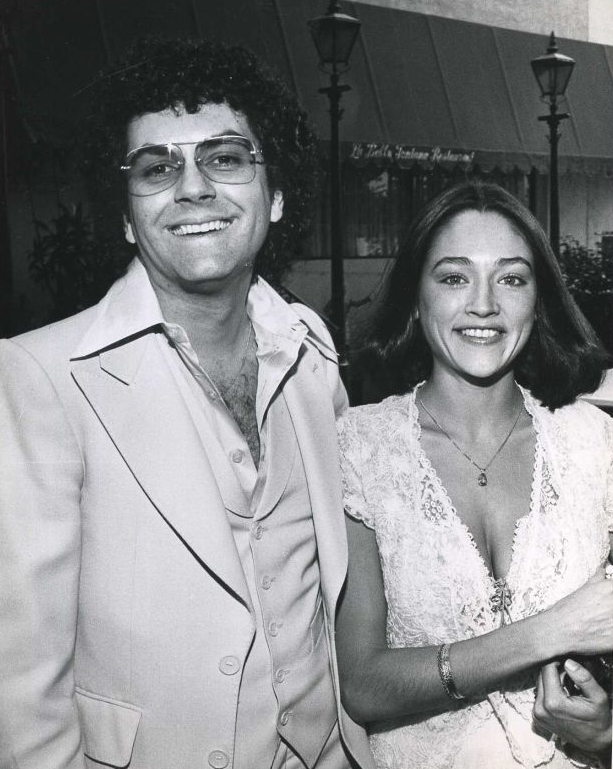
Jean-Pierre Dorléac en compagnie de l’actrice britannico-américaine Olivia Hussey, vers 1978, probablement à propos du téléfilm The Bastard.

Jean-Pierre Dorléac commence sa carrière pour l’industrie cinématographique aux États-Unis en 1977.
Pour la 53e cérémonie des Oscars en 1981, il est nommé dans la catégorie des meilleurs costumes pour le film Quelque part dans le temps.
Il est par ailleurs nommé onze fois aux Emmy Awards, gagnant à deux reprises : une première fois pour la série de 1978 Galactica et une seconde fois pour celle de 1999-2001 The Lot (en). Il a notamment été nommé cinq fois pour Code Quantum, Mae West (en), Lily Dale, The Bastard and Jake Cutter.
Il est aussi notoirement connu pour sa participation aux films Le Lagon bleu, Drôles de fantômes, et Petit Poucet l'espiègle.
Son activité s’est également étendue au monde entier, mais principalement en France, en Espagne, au Brésil et en Uruguay.
Des échantillons de son travail ont été exposés dans le monde entier : notamment au musée d'Art du comté de Los Angeles (le LACMA) à l’occasion de l’exposition (et livre) Hollywood and History: Costume Design in Film, au Metropolitan Museum of Art de New York City, au Palais de la civilisation de Montréal, et place Vendôme à Paris.

## Filmographie partielle

### Comme costumier

#### Au cinéma
- 1977 : La Dernière Route (The last of the Cowboys)
- 1978 : Galactica, la bataille de l'espace (Battlestar Galactica) de Richard Colla et Alan J. Levi
- 1980 : Le Lagon bleu (The Blue Lagoon)
- 1980 : Quelque part dans le temps (Somewhere in Time) de Jeannot Szwarc
- 1993 : Drôles de fantômes (Heart and Souls) de Ron Underwood
- 1997 : Tennessee Valley (The Only Thrill) de Peter Masterson
- 1999 : Un meurtre parfait (Her Married Lover) de Roxanne Messina Captor
- 2004 : Entre les mains de l'ennemi (In Enemy Hands) de Tony Giglio

#### À la télévision
- 1978 : Galactica (Battlestar Galactica) (série)
- 1978 : The Bastard de Lee H. Katzin
- 1979 : Buck Rogers (Buck Rogers in the 25th Century) (série)
- 1984 : K 2000 (série)
- 1989 : Code Quantum (Quantum Leap), épisodes Future Boy, Glitter Rock, Heart of a Champion, A Hunting Will We Go, Last Dance Before An Execution, Piano Man, Private Dancer
- 1991 : Collège, flirt et Rock'n'roll (For the Very First Time)

## Publications
- 2004 : (en) Abracadabra Alakazama, Monad Books, 30 novembre 2004, 404 p. (ISBN 978-0974551128 et 0974551120), comédie.
- 2015 : (en) The Naked Truth: An Irreverent Chronicle of Delirious Escapades, 4 mai 2015 (ASIN B01K3G6QSK), livre de souvenirs.